# Adam Shulman
Adam Shulman (New York, 2 aprile 1981) è un attore statunitense.

## Biografia
Adam Shulman nasce a New York nel 1981 ed ottiene una laurea in teatro presso la Brown University nel 2003. La sua carriera come attore inizia nel 2005 con il ruolo di Paul O'Bannon nella serie TV American Dreams e il suo ruolo di maggior successo fu nel 2007 quando interpretò il ruolo del vice sceriffo Enos Strate nel film, Hazzard - I Duke alla riscossa, che rappresenta il secondo adattamento della serie TV Hazzard.

### Vita privata
Il 29 settembre 2012 a Big Sur, in California, ha sposato l'attrice Anne Hathaway in una cerimonia interreligiosa ebraico-cristiana. Il loro primogenito Rosebanks Jonathan Shulman è nato il 24 marzo 2016. Nel 2019 è nato Jack, il loro secondo figlio. 

## Filmografia

### Attore

#### Cinema
- The Gold Lunch, regia di Joanna Kerns - cortometraggio (2008)
- Dove eravamo rimasti (Ricki and the Flash), regia di Jonathan Demme (2015)

#### Televisione
- American Dreams – serie TV, 5 episodi (2005)
- West Wing - Tutti gli uomini del Presidente (The West Wing) – serie TV, episodio 7x12 (2006)
- Hazzard - I Duke alla riscossa (The Dukes of Hazzard: The Beginning), regia di Robert Berlinger – film TV (2007)

### Produttore
- Song One, regia di Kate Barker-Froyland (2014)